# (8998) 1981 EG23
(8998) 1981 EG23 là một vành đai tiểu hành tinh ngoại tiếp. Nó được phát hiện bởi Schelte J. Bus ở Đài thiên văn Siding Spring gần Coonabarabran, New South Wales, Úc, ngày 3 tháng 3 năm 1981.